# 追殺代理人
《追殺代理人》（英語：Simulant）是一部2023年加拿大科幻驚悚片，由艾波·穆倫執導，由羅比·艾梅爾、喬丹娜·布魯斯特、劉思慕、山姆·沃辛頓主演，電影2023年4月7日在加拿大上映，2023年5月5日在台灣上映。

## 角色
- 羅比·艾梅爾飾演伊凡（Evan）
- 喬丹娜·布魯斯特飾演菲兒（Faye）
- 劉思慕飾演凱西（Casey）
- 山姆·沃辛頓飾演卡斯勒（Kessler）
- 艾麗西亞·桑茲（Alicia Sanz）飾演艾絲梅（Esmé）
- 梅寇·阮（英语：Mayko Nguyen）飾演美智子东（Michiko Higashi）
- 伊曼紐爾·卡邦戈（英语：Emmanuel Kabongo）飾演約書亞（Joshua）

## 製作
2021年9月，盧克·格里姆斯宣布出演。2021 年 12 月， 山姆·沃辛頓和喬丹娜·布魯斯特加入演員陣容。2022年初，格里姆斯退出了該項目，而羅比·艾梅爾、艾麗西亞·桑茲（Alicia Sanz）和劉思慕加入了演員陣容。拍攝於2022年2月在多倫多地區進行。

## 發行
電影於2023年4月7日由Mongrel Media在加拿大上映。它計劃於5月5日在美國通過垂直娛樂的DirecTV流媒體服務發布，隨後於6月2日在影院上映。台灣於2023年5月5日由采昌國際在台灣上映。

## 外部連結
- 官方网站
- 互联网电影数据库（IMDb）上《追殺代理人》的资料（英文）